# Morven Christie
Morven Christie, född 1 september 1981 i Glasgow, är en brittisk skådespelare.
Christie har bland annat medverkat i TV-serierna The Bay, Onda aningar och Grantchester.

## Filmografi (i urval)
- 2008 – Lost in Austen (TV-serie)
- 2014–2017 – Grantchester (TV-serie)
- 2017 – Onda aningar (TV-serie)
- 2019–2021 – The Bay (TV-serie)